# Oro At
Oro At (OroAt, =bone people), jedna od podskupina Indijanaca Paakanóva, porodica chapacuran iz zapadne Rondónije, Brazil. Njihov tradicionalni teritorij nalazio se između rijeka Pacaas Novas i Oura Preta. Susjedna su im plemena Oro Eu i Oro Nao s kojima su dolazili u bračne veze. Pacifizirani su 1961. kada s njima u stalni kontakt dolaze vladini agenti za indijanske poslove. 
Otada im populacija opada zbog uvezenih bolesti na koje su bili neotporni, te ih je preostalo manje od 100, koji danas žive na postaji Negro-Ocaia na rijeci Paacas Novas, a žive zajedno sa skupinama Oro Eu i Oro Nao.